# Oiophysa distincta

Oiophysa distincta (лат.) — вид полужесткокрылых насекомых из семейства Peloridiidae. Новая Зеландия.

## Описание
Мелкие полужесткокрылые насекомые с полупрозрачными надкрыльями, длина тела 2—3 мм. Ширина головы 1,01-1,22 мм; длина головы 0,20-0,28 мм. Комбинированная ширина двух надкрылий до 1,77 мм. Основная окраска желтовато-коричневая, ноги жёлтые, глаза красновато-серые. Форма тела широкоовальная, плоская. Голова поперечная, V-образной формы (вид сверху), вогнутая спереди. Пронотум в 3,8 раза шире своей длины. Оцеллии отсутствуют. Усики короткие 3-члениковые, булавовидные. Ротовые части гопогнатические. Лапки 2-члениковые. Нелетающие брахиптерные насекомые. Встречаются в лесах из южного бука (Nothofagus). Сезонность: отмечены в августе — мае (имаго чаще появляются в декабре — марте).